# Песни вместо писем
„Песни вместо писем“ (Songs Instead of Letters) е съвместен студиен албум на руската певица Алла Пугачова и западногерманския музикант Удо Линденберг. Това е десетият студиен албум в дискографията на Пугачова. Издаден е в СССР през 1988 г. Официалното представяне се проведе на 18 юли 1988 г. в Централния дом на звукозаписите в Москва. 
Първата страна на записа е записана от Удо Линденберг на английски; втората – от Алла Пугачова на руски.

## Списък на песните
| 1. | Горизонт (Horizon)                              | Майкъл Тачър | Удо Линденберг | 4:00 |
| 2. | Джонни-боксёр (Johnny Boxer)                    | Майкъл Тачър | Удо Линденберг | 4:14 |
| 3. | Я не знаю (I don’t know who I should belong to) | Майкъл Тачър | Удо Линденберг | 4:00 |
| 4. | Скажи нет (Say no)                              | Майкъл Тачър | Удо Линденберг | 4:59 |
| 5. | Романс (Sachliche romanze)                      | Майкъл Тачър | Удо Линденберг | 2:33 |

| 1. | Алло                | Игор Николаев   | Алла Пугачова   | 4:17 |
| 2. | Сбереги тебя судьба | Леонид Дербенев | Ольга Веснина   | 5:09 |
| 3. | Птица певчая        | Владимир Кузмин | Владимир Кузмин | 4:15 |
| 4. | В родном краю       | Алла Пугачова   | Алла Пугачова   | 5:05 |